# Elektrodreirad
Ein Elektrodreirad ist ein dreirädriges Kraftfahrzeug, das von einem Elektromotor angetrieben wird. Die Entwicklung reicht bis in das 19. Jahrhundert zurück.

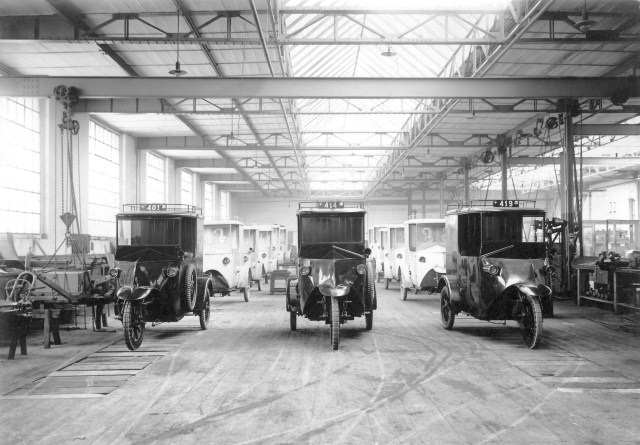
Der Tribelhorn Tank als frühes Elektrodreirad für die Schweizer Post

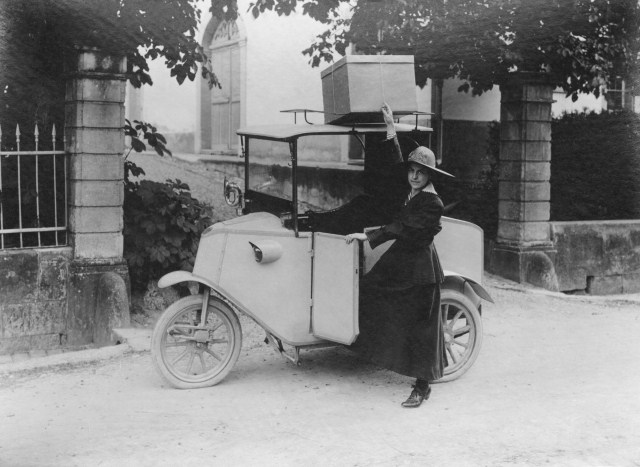
Elektrofahrzeuge sind um 1900 einfach fahrbar und zuverlässig

## Geschichte
Nach dem Dampfrad, aber noch vor dem Benzinmotorrad, reichen die ersten elektrisch angetriebenen Dreiräder bis ins 19. Jahrhundert zurück. Als eines der ersten funktionstüchtigen Elektrofahrzeuge gilt das Trouvé Tricycle, das 1881 in Paris unterwegs war. Ein Jahr danach bauten zwei englische Professoren in London das Ayrton & Perry Electric Tricycle. Noch bis zum Ersten Weltkrieg zeigte sich der Elektroantrieb nicht nur bei den Dreirädern als zuverlässigstes Antriebssystem, das den maschinengetriebenen Landverkehr entscheidend vorantrieb.
Im 20. Jahrhundert erreichte das Elektrodreirad nicht nur bei den Werksfahrzeugen der Industrie, sondern insbesondere bei den Post- und Bahnunternehmen sowie im öffentlichen Dienst von Spitälern, Friedhöfen oder Bauämtern hohe Fahrzeugzahlen. Ursprünglich beflügelt durch die Ressourcenknappheit der Krisenzeiten, setzte sich der Elektroantrieb im Umfeld kleiner Fahrzeuge in diversen Nischen des Nutz- und Werksverkehrs im weiteren Verlauf der Entwicklung durch. 

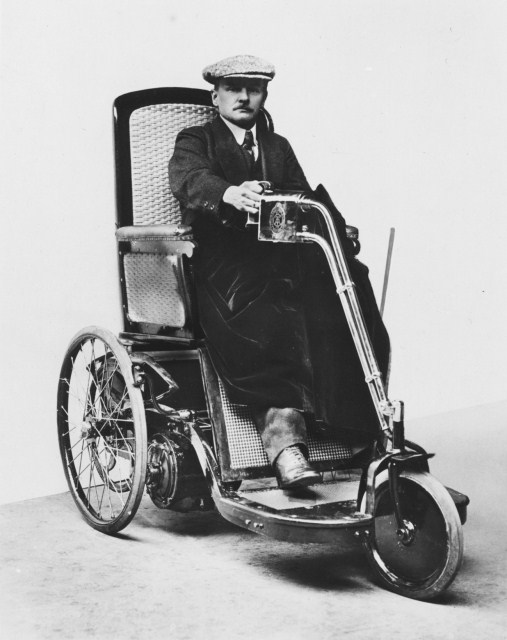
Frühe Anwendung eines Tribelhorn-Elektrodreirades als Behindertenfahrzeug

### Schweiz
Nach dem Ersten Weltkrieg vermutete der Schweizer Elektrofahrzeughersteller A. Tribelhorn im elektrischen Rollstuhl eine Verkaufschance und stellte seine Entwicklung in den großen Europäischen Metropolen vor. Die Aufträge blieben jedoch unter den Erwartungen, da die Fahrzeuge zu teuer waren. 
Tribelhorns Dreirad-Entwürfe Tank (Lieferwagen) und Truck (Plattformwagen) bildeten einen ersten Erfolg bei der Durchsetzung des Elektrodreirades als kleinem Nutzfahrzeug. Mit den von der Schweizer Post bestellten fast 50 Fahrzeugen erreichte die Elektrofahrzeugfirma EFAG 1919 einen Produktionsrekord. Zwischen 1939 und 1963 lieferte die Nachfolgefirma NEFAG weitere 133 Dreiradfahrzeuge an die Schweizer Post aus und 1981 kam ein größerer Auftrag hinzu. 
In der Nachkriegszeit waren die Bahnperrons der Schweizer Bahnhöfe von einem klassischen Elektrodreirad geprägt. Meist waren dies Fahrzeuge als kleine Plattformwagen oder als reine Schlepper für die Gepäckanhänger. 
Die Firma Kyburz Switzerland trat ab 2009 mit ihrem Modell DXP nicht nur eine Nachfolge an, sondern vermochte einen neuen Standard für Post-Zulieferfahrzeuge zu entwickeln, der in ganz Europa und auch in Neuseeland zur Anwendung kommt. Mit dem Vorgängermodell Kyburz Classic ging die Entwicklung von einem Fahrzeug für Personen mit Gehbehinderung oder generell für Senioren aus. 

## Weitere Elektrodreiräder
Die nachfolgende Liste enthält Beispiele für weitere Elektrodreiräder:
- Sinclair C5
- El-Trans mit dem CityEl seit 1987
- Ape E
- Twike seit 1996
- Sam (Elektroauto)